# صلاح دسوقي

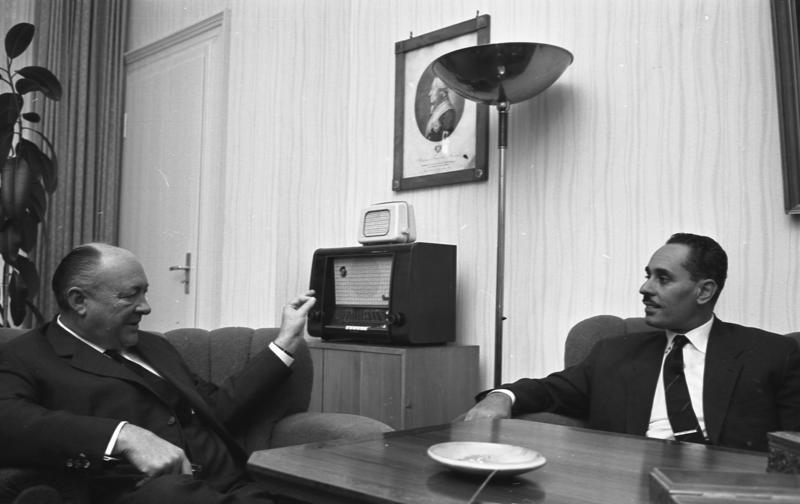
المحافظ صلاح دسوقي في زيارة إلى بون.

صلاح دسوقي (22 أكتوبر 1922 - 17 أغسطس 2011) سياسي مصري، كان محافظ القاهرة ومقربا من جمال عبد الناصر.

## محطات في حياته
- تسلم جائزة من الملك فاروق في حفل نادي السلاح الملكي عام 1949[1]
- حضر جمال عبد الناصر حفل زفافه عام 1959 [1]

كان رئيس النادي الأهلي المصري في الفترة من 1962 حتى 1965

## بداية حياته
كان من أبطال موقعة الإسماعيلية، ومحافظ القاهرة ومقرب من جمال عبد الناصر. كان من ضباط البوليس المصري القلائل الذين اقتربوا من الضباط الأحرار في البداية، حيث كانت تتجاور كليتي الحربية والبوليس ما منح الفرصة للاختلاط والتعارف، فبنى صداقة مثلا مع كمال رفعت عبد اللطيف البغدادي وجمال سالم وعقب تخرجه عام 1944 تصادف أن حيدر باشا وزير الحربية آنذاك - وهو بالأساس كان ضابطاً بالبوليس - أراد تغيير صورة مصلحة السجون فاختار ضباط رياضيين من كلية البوليس وأثناء اشتراك صلاح دسوقي في مباراة لعب الشيش شاهده المدرب الفرنسي فاشترك في نادي السلاح الملكي، ثم بعد التخرج تهيأ له مع كمال رفعت الاختلاط بالفريق عزيز باشا المصري حيث قبض عليه أثناء محاولته الهروب من مصر أثناء الحرب العالمية لأنه كان مواليًا للألمان ومناوئا للإنجليز وحين فشلت تلك المحاولة التي اشترك فيها أنور السادات أُلقي القبض عليه وتولى صلاح الدسوقي وكمال رفعت حراسته. تدريجيًا سمع عن تنظيم الضباط الأحرار وتطورت الأمور حتى أن جمال عبد الناصر كان يخبئ الأسلحة في غرفة نومه، فبحكم عضويته في السلاح الملكي وسفره للخارج للاشتراك في المباريات لم يكن عرضة للشبهات وحين قامت الثورة كان يمثل مصر في دورة الألعاب الأوليمبية بهلسنكي.

## في الداخلية
كان في كلية البوليس برتبة يوزباشي وانتقل للداخلية حيث تولي عبد الناصر بعد انتقاله بفترة قصيرة وزارة الداخلية عام 1953 لمدة ثمانية أشهر تقريبًا وهو الذي أصدر هذا المسمي الجديدـ وعهد إليه بتأمينه على المستوي الشخصي خشية مصير النقراشي (الاغتيال) بالإضافة لمهام إحباط محاولات التجسس والتآمر لأن بعض التنظيمات السرية والجهات الأجنبية خططت لثورة مضادة فأحبط جميعها وأهمها محاولة عاطف نصار وآخرين للقضاء على مجلس قيادة الثورة في عهد وزارة زكريا محيي الدين. وقد قال في سيد قطب أنه «كان له تأثير خطير علي الشباب لأنه شأن أي صاحب حقيقة مطلقة لا يقبل النقاش وتلك هي البذور الأساسية لتخدير الوعي، ...لكنه لم يكن إرهابيا ولم اكتشف أي شئ ضده».

## محافظ القاهرة
منصب محافظ القاهرة كان بالنسبة لعبد الناصر أهم من وزير الإسكان والشئون الاجتماعية على حد تعبيره، وكانت تربطه صداقة مستمرة بعبد الناصر وعبد الحكيم عامر ونشرت مقالات نقاشاتهم في الأهرام والجمهورية وكان يرد علي بعض مقالات محمد حسنين هيكل. اختير لأن عبد الناصر اشترط أن يكون المحافظ شخصية معروفة وكان كذلك بحكم منصبه كسكرتير عام للحكومة المركزية ويجيد اللغات الأجنبية. وصل تعداد السكان آنذاك 3.5 مليون نسمة وكانت الميزانية المخصصة للعاصمة عام 1962 27 مليون جنيه أي ثالث ميزانية بعد الجيش والتعليم، وعدد الطلاب 580 ألف طالب. كانت الشوارع تغسل يوميًا بالماء والصابون في المساء واعتزم تنفيذ مشروع مترو الأنفاق عام 1962، ونشر ذلك في الجرائد عقب زيارته لبعض العواصم الأوروبية والولايات المتحدة حيث التقى عمدة نيويورك ووزير الخارجية راسك وروبرت كيندي وفيلي برانت عمدة برلين، ودعى إلى القاهرة المؤرخ البريطاني توينبي. قام بتطوير مولد السيدة زينب، واهتم بتخطيط القاهرة في الستينات. لقب «بالخواجة» لميوله الدولية فكان يقال أي ضيف لمصر لابد أن يزور الهرم وعبد الناصر وصلاح دسوقي ويلقي كلمة في مبني المحافظة، كما تم اتهامه بالرجعية أيضا. كانت مواسير المياه والمجاري التي يعود تاريخها لسنة 1905م تنفجر بالضغط لأنها صناعة روسية غير مرنة، وقام بشق شارع صلاح سالم وكان أول اختراق للمدافن.

## يوغسلافيا
أرسله عبد الناصر الذي كان معجبًا بتيتو - لأنه قاوم لينين وستالين - إلى يوغوسلافيا لدراسة النظام الاشتراكي وأعطاه مائة سؤال ليستفسر عنهم خاصة من فيلسوف الحزب إدفارت كارديل. أصدر قرارًا بتمليك المساكن الشعبية مقابل زيادة القيمة الايجارية الشهرية بنسبة 5% لكي يحافظ الناس عليها حين يشعرون أنها ملكهم، فاعترض علي صبري قائلا أنه ضد الاشتراكية وسيفسد أشياء أخرى عديدة.